# Trận Thành Bộc
Trận Thành Bộc tiếng Trung: 城濮之战, Thành Bộc chi chiến) là một trận chiến nổi tiếng thời Xuân Thu trong lịch sử Trung Quốc, xảy ra vào năm 632 TCN, là trận đánh quyết định ngôi bá chủ giữa Tấn Văn công và Sở Thành vương. Đây là trận chiến lớn đầu tiên trong cuộc xung đột kéo dài giữa các chư hầu mạnh ở thung lũng sông Hoàng Hà và ở thung lũng sông Dương Tử. Chiến thắng quyết định của Tấn đã xác nhận quyền bá chủ của Tấn và kềm chế tham vọng của Sở lên phía bắc trong ít nhất một thế hệ.

## Bối cảnh
Sau cái chết của Tề Hoàn công năm 643 trước Công nguyên, nước Tề suy yếu, mất đi vị thế bá chủ chư hầu. Trong khi đó, nước Sở dần dần mở rộng ảnh hưởng của mình lên phía bắc, thu phục nửa tá tiểu quốc làm phụ dung của mình. Năm 636 trước Công nguyên, Trùng Nhĩ, một công tử của Tấn, sau 19 nam lưu vong qua nhiều nước, với sự trợ giúp của Tần Mục công, đã về nước và lên ngôi vị, trở thành Tấn Văn công. Ông ra nhiều biện pháp cải cách chỉnh đốn nội trị, giúp cho Tấn dần trở nên cường thịnh.
Sự hùng mạnh của Tấn gây cản trở rất lớn cho tham vọng của Sở. Cho đến năm 632 trước Công nguyên, xung đột giữa Tấn và Sở ngày càng trở nên công khai và được đặc trưng bởi sự thay đổi phe thường xuyên của các tiểu quốc nằm trên một dải phiên dậu đất hẹp giữa hai nước lớn.
Mùa đông năm 633 trước Công nguyên, Sở Thành Vương tấn công nước Tống, đồng minh của Tấn, từ phía Nam. Tống lập tức cầu viện quân Tấn. Nguyên soái nước Tấn là Tiên Chẩn nhận định việc cứu viện cho Tống sẽ nâng cao uy vọng cho Tấn, bèn thuyết phục Tấn Văn công viện trợ Tống.
Mùa xuân năm 632 trước Công nguyên, Tấn và Tề kết minh ước. Quân Tấn tiến về phía Nam, công hạ 2 nước Tào, Vệ, là những nước chư hầu đồng minh của Sở. Trước áp lực của Tấn, Tào, Vệ buộc phải phản Sở đổi phe.

## Lực lượng
Trận này, quân của Tấn Văn công, do Tiên Chẩn chỉ huy, đã phá tan quân của Sở Thành Vương, do Thành Đắc Thần điều khiển. Quân Sở có sự trợ chiến của quân các nước Trần, Thái, Trịnh và Hứa, cả thảy đông khoảng 5 vạn. Quân Tấn được sự ủng hộ của quân hai nước Tần và Tề, cũng đông khoảng 5 vạn.

## Hậu quả và ý nghĩa
Với chiến thắng Thành Bộc, Tấn Văn công được trở thành vị bá chủ thứ ba của thời Xuân Thu (sau Tề Hoàn công và Tống Tương công). Sau Tấn Văn công, các vua nước Tấn nối nhau làm bá chủ chư hầu trong khoảng 150 năm.
Trận Thành Bộc cũng mở đầu một thời đại "Tấn-Sở tranh hùng" kéo dài khoảng 100 năm. Trong thời chiến tranh đó, Tấn cầm đầu các nước chư hầu phương bắc đánh với Sở và các nước chư hầu phương nam. Sở thường hơi kém thế, nhưng nhờ có Tần là cường quốc ở phía tây của Tấn thường xuyên là đồng minh, nên giữ được thế quân bình. Hai nước ở khoảng giữa Tấn-Sở là Trịnh và Tống thường bị tranh giành nhất, và phải nhiều phen bỏ Sở theo Tấn, hoặc bỏ Tấn theo Sở để tránh họa diệt vong.
Trận Thành Bộc cũng ghi lại giai thoại Tấn Văn công giữ lời, cho lui quân 90 dặm nhường Sở đánh trước, như ông đã nói với Sở Thành vương lúc còn lưu vong, được Sở Thành vương chứa chấp. Tấn Văn công cũng đã ra lệnh tha chết cho các tướng Sở để tỏ lòng nhớ ơn Sở.